# Давыдычев, Иван Фёдорович
Иван Фёдорович Давыдычев (30 марта 1923, село Вознесенское, Тульская губерния — 6 мая 1995, Москва) — советский дипломат, советник Департамента консульской службы Министерства иностранных дел СССР, генеральный консул СССР в Дархане (Монголия) в 1970—1974 годах.

## Биография
Иван Фёдорович Давыдычев родился 30 марта 1923 года в селе Вознесенское, ныне входящем в состав Корсаковского района Орловской области.
В 1941 году окончил среднюю школу № 401 города Москвы (ныне лицей № 1581) — его имя внесено в список известных выпускников лицея.
Участник Великой Отечественной войны с 1941 года. 27 января 1943 года во время Сталинградской битвы И. Ф. Давыдычев был тяжело ранен и попал в госпиталь. При этом руководство части внесло его в список погибших, а его семье была послана «похоронка», сообщающая о том, что командир стрелкового взвода 650-го стрелкового полка лейтенант И. Ф. Давыдычев был убит 27 января 1943 года и похоронен в Сталинграде на территории завода «Красный Октябрь».
После войны И. Ф. Давыдычев окончил (в 1952 году) Военно-юридическую академию и продолжал служить в рядах Советской Армии до 1954 года. После этого, в 1960 году, он окончил Высшую дипломатическую школу МИД СССР и начал дипломатическую работу в системе МИД СССР. В 1960—1962 годах работал третьим секретарём Первого Европейского отдела МИД СССР.
В 1962—1965 годах работал в Посольстве СССР в Нидерландах, был заведующим консульского отдела посольства. В 1968—1970 годах работал заведующим отделом Консульского управления МИД СССР.
В 1970—1974 годах И. Ф. Давыдычев был генеральным консулом СССР в Дархане — в то время втором по величине городе Монгольской Народной Республики. По возвращении в Москву он продолжал работать советником Департамента консульской службы МИД СССР.
В 1983 году был награждён Почётной грамотой Президиума Верховного Совета РСФСР. В том же году вышел на пенсию. Скончался в Москве 6 мая 1995 года, не дожив трёх дней до 50-летия Победы. Похоронен на Ваганьковском кладбище.